# Non più andrai
Non più andrai (tal. nećeš više letjeti) je arija Figara kojom završava prvi čin Mozartove opere Figarov pir, napisane po libretu Lorenza da Pontea na talijanskom jeziku. Iako je arija napisana za bas, često ju izvode baritoni. Arija je popularna još od nastanka i do danas je zadržala popularnost.

## Kontekst i sadržaj
Francuski dramaturg Pierre Beaumarchais napisao je tri drame u kojima je Figaro glavni junak, Le Barbier de Séville ou la Précaution inutile (Seviljski brijač ili Uzaludna opreznost; 1773.), La Folle Journée, ou Le Mariage de Figaro (Figarova svadba ili Ludi dan; 1778.) i L'Autre Tartuffe, ou la Mère coupable (Drugi Tartuffe, ili Majka je kriva; 1792.), od kojih su prve dvije uspješno iskorištene kao libreta opera, Rossinijevog Seviljskog brijača i Mozartovog Figarovog pira. Treća drama također je korištena za libreta, ali sa slabim uspjehom.
Kralj Luj XVI. zabranio je javno izvođenje Beaumarchaisove komedije Figarov pir zbog satiričke oštrice usmjerene protiv poretka Francuske, pa je Beaumarchais radnju premjestio u Španjolsku. Da Ponte je u svom libretu izbacio političku konotaciju i stavio naglasak na ljubav.
Mladi paž Cherubino (deminutiv kerubina na talijanskom) zaljubljen je u sve žene, a naročito u groficu Rosinu, suprugu grofa Almavive. Na kraju prvog čina, Cherubino je skriven u naslonjaču, a Almaviva iza naslonjača, dok Don Basilio govori Susanni o Cherubinovoj zatravljenosti groficom. Grof pobjesni, otkriva skrivenog Cherubina i počinje mu prijetiti. Izvana se čuje slavlje seljaka koje je lukavi Figaro organizirao povodom Almavivine izjave da se odriče prava prve bračne noći prema Figarovoj zaručnici Susanni. Grof uviđa podvalu, ali je nemoćan, a Cherubina za kaznu šalje u svoju pukovniju u Sevilli.
Nastupa Figaro s arijom Non più andrai, farfallone amoroso (nećeš više letjeti, ljubavnički leptiru), u kojoj se ruga Cherubinu opisujući kako će mu se razlikovati život u vojsci:
| talijanski tekst | slobodan prijevod |
| Non più andrai, farfallone amoroso, notte e giorno d'intorno girando; delle belle turbando il riposo Narcisetto, Adoncino d'amor. Non più avrai questi bei pennacchini, quel cappello leggero e galante, quella chioma, quell'aria brillante, quel vermiglio donnesco color. Tra guerrieri, poffar Bacco! Gran mustacchi, stretto sacco. Schioppo in spalla, sciabla al fianco, collo dritto, muso franco, un gran casco, o un gran turbante, molto onor, poco contante! Ed invece del fandango, una marcia per il fango. Per montagne, per valloni, con le nevi e i sollioni. Al concerto di tromboni, di bombarde, di cannoni, che le palle in tutti i tuoni all'orecchio fan fischiar. Cherubino alla vittoria: alla gloria militar! | Nećeš više letjeti, ljubavički leptiru, dan i noć u beskrajnom krugu; ljepoticama ometajući odmor, mali Narcisu, mali ljubavni Adonisu. Nećeš više nositi te lijepe perjanice, taj galantni šeširić, imati takvu kosu, takvu sjajnu pojavu, taj rumeni ženski ten. Među vojnike, Bože dragi! Ogromn brk, zategnuta naprtnjača, puška na ramenu, sablja na boku, pogled pravo, ozbiljno lice, veliki šlem, ili veliki turban, puno časti, malo novaca! I umjesto fandanga, marš kroz blato. Preko gora, kroz doline, po snijegu i vrućini. U koncertu truba, bombi, i topova, čije kugle gromovito fijuču ti oko ušiju. Cherubino, do pobjede: za vojničku slavu! |

| Uglazbljeni, gornji stihovi nisu jednosmjerni, već su isprepletani s ponavljanjima po zamršenoj shemi. |
| Non più andrai, farfallone amoroso, notte e giorno d'intorno girando; delle belle turbando il riposo Narcisetto, Adoncino d'amor, delle belle turbando il riposo Narcisetto, Adoncino d'amor. Non più avrai questi bei pennacchini, quel cappello leggero e galante, quella chioma, quell'aria brillante, quel vermiglio donnesco color, quel vermiglio donnesco color. Non più avrai quei pennacchini, quel cappello, quella chioma, quell'aria brillante. Non più andrai, farfallone amoroso, notte e giorno d'intorno girando; delle belle turbando il riposo Narcisetto, Adoncino d'amor, delle belle turbando il riposo Narcisetto, Adoncino d'amor. Tra guerrieri, poffar Bacco! Gran mustacchi, stretto sacco. Schioppo in spalla, sciabla al fianco, collo dritto, muso franco, un gran casco, o un gran turbante, molto onor, poco contante, poco contante, poco contante! Ed invece del fandango, una marcia per il fango per montagne, per valloni, con le nevi e i sollioni. Al concerto di tromboni, di bombarde, di cannoni, che le palle in tutti i tuoni all'orecchio fan fischiar. Non più avrai questi bei pennacchini, non più avrai quel capello, non più avrai quella chioma, non più avrai quell'aria brillante. Non più andrai, farfallone amoroso, notte e giorno d'intorno girando; delle belle turbando il riposo Narcisetto, Adoncino d'amor, delle belle turbando il riposo Narcisetto, Adoncino d'amor. Cherubino alla vittoria: alla gloria militar, Cherubino alla vittoria: alla gloria militar, alla gloria militar. |

## O glazbi
Arija je u izvorniku označena kao No 10 Aria, u 4/4 taktu s oznakom tempa allegro, a tuđom rukom dopisano je vivace. Sastoji se od 115 taktova. Stil arije je vojnički marš, u finalu istaknut trubom i rogom. Od 101. takta nastupa samo orkestar u stilu trijumfalnog marša (trenutak u operi prije spuštanja zavjese, kad svi sa scene izlaze u vojničkom ritmu).
Tonalitet: C-dur
Orkestracija: 2 flaute, 2 oboe, 2 fagota, 2 roga, 2 trube, timpani, gudači
Trajanje arije najčešće je 10-20 sekundi kraće od 4 minute.

## Utjecaj
Od svog nastanka arija je postala popularna pa ju je i sâm Mozart reciklirao, a zatim su je obrađivali i drugi skladatelji:
- Mozart: 5. scena 2. čina opere Don Giovanni - za vrijeme raskošnog objeda Don Giovannija zabavlja orkestar (takozvana "glazba za stol", Tafelmusik) izvodeći glazbu tadašnjih popularnih opera, a među njima i "Non più andrai", iz 1787.
- Mozart: reciklirana kao prvi dio u Pet kontradansa, KV 609, iz 1791.
- Liszt: Fantazija na teme iz Mozartovog Figara i Don Giovannija, S697 (nedovršena, izdana postumno)
- Paganini: Sonata Militare za violinu i orkestar MS46, varijacije na četvrtoj žici na temu "Non più andrai", iz 1824.

Brojni basovi i baritoni imaju ariju na svom repertoaru. Skladba se redovito izvodi na solističkim i gala koncertima klasične glazbe. Arija se javlja na mnogobrojnim trajnim zapisima. Glazba je popularna i na filmu, gdje se uzgredno javlja kao glazbena numera, ili kao ilustracija scene. Na primjer, u filmu Igra školice ilustrira scenu s padom zrakoplova u Engleski kanal, a u crtanom filmu To Spring iz 1936. godine ilustrira užurbane aktivnosti gnoma.
Skladba je službeni spori marš ovih postrojba:
- Coldstream Guards (Velika Britanija)
- Governor General's Foot Guards (Kanada)